# Rio de San Severo

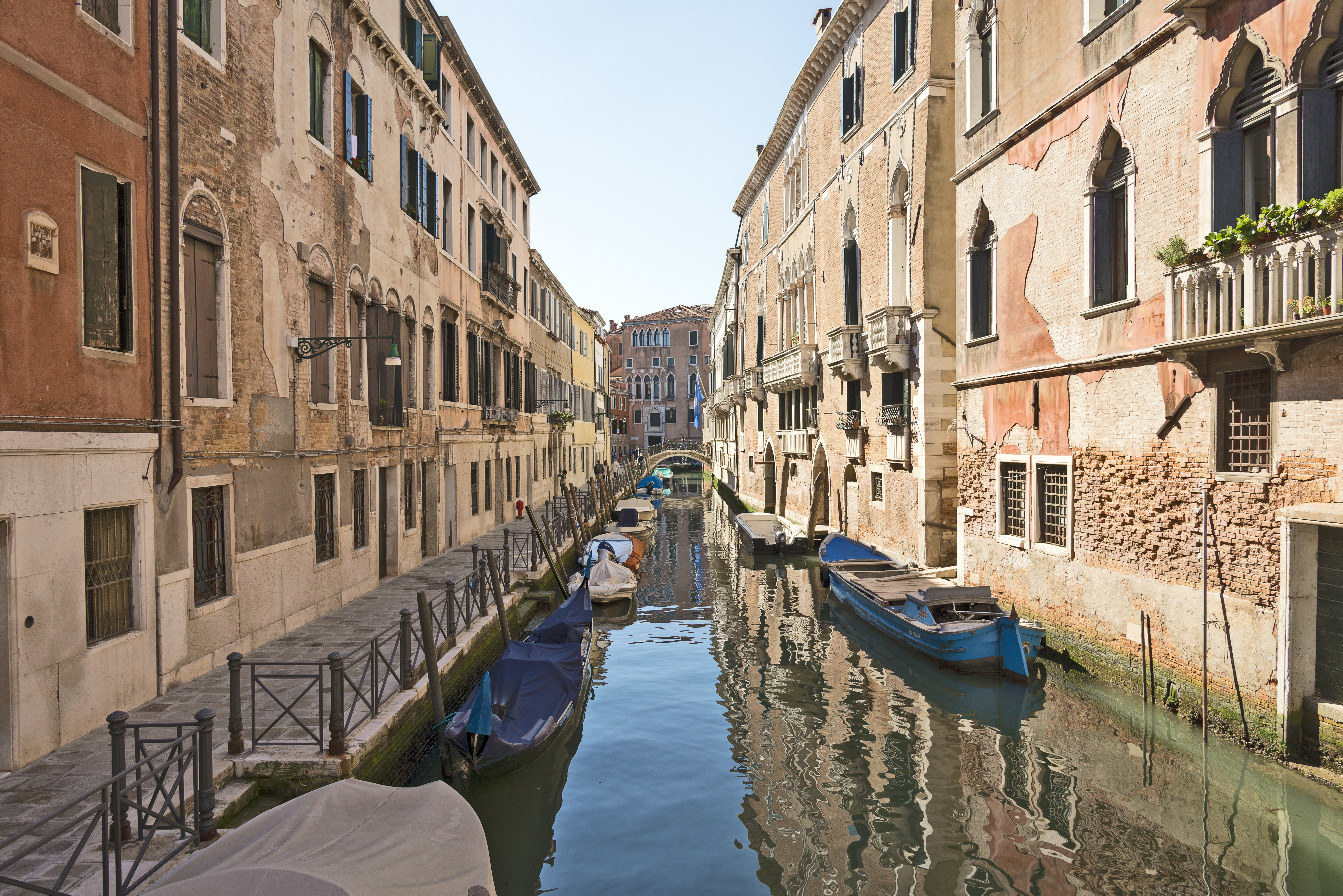
Rio San Severo

Le rio di (ou de ) San Severo (canal de Saint-Séverin) est un canal de Venise dans le sestiere de Castello. 

## Description
Le rio di San Severo a une longueur de 281 mètres. Il part du rio di San Provolo vers le nord pour croiser le rio di Santa Maria Formosa et plus loin rejoindre le rio della Tetta.

## Origine
L'église de San Severo fut érigée par la famille Partecipazia en 820; elle dépendait des religieuses de San Lorenzo. Dévorée par les flammes en 1105, elle fut reconstruite et plus tard restaurée. En 1808, elle fut fermée et servit quelque temps comme refuge aux ouvriers de la Maison d'Industrie de San Lorenzo et puis comme atelier de menuisier. Abattue en 1829, on y érigea une prison.

## Situation
- Ce rio longe :

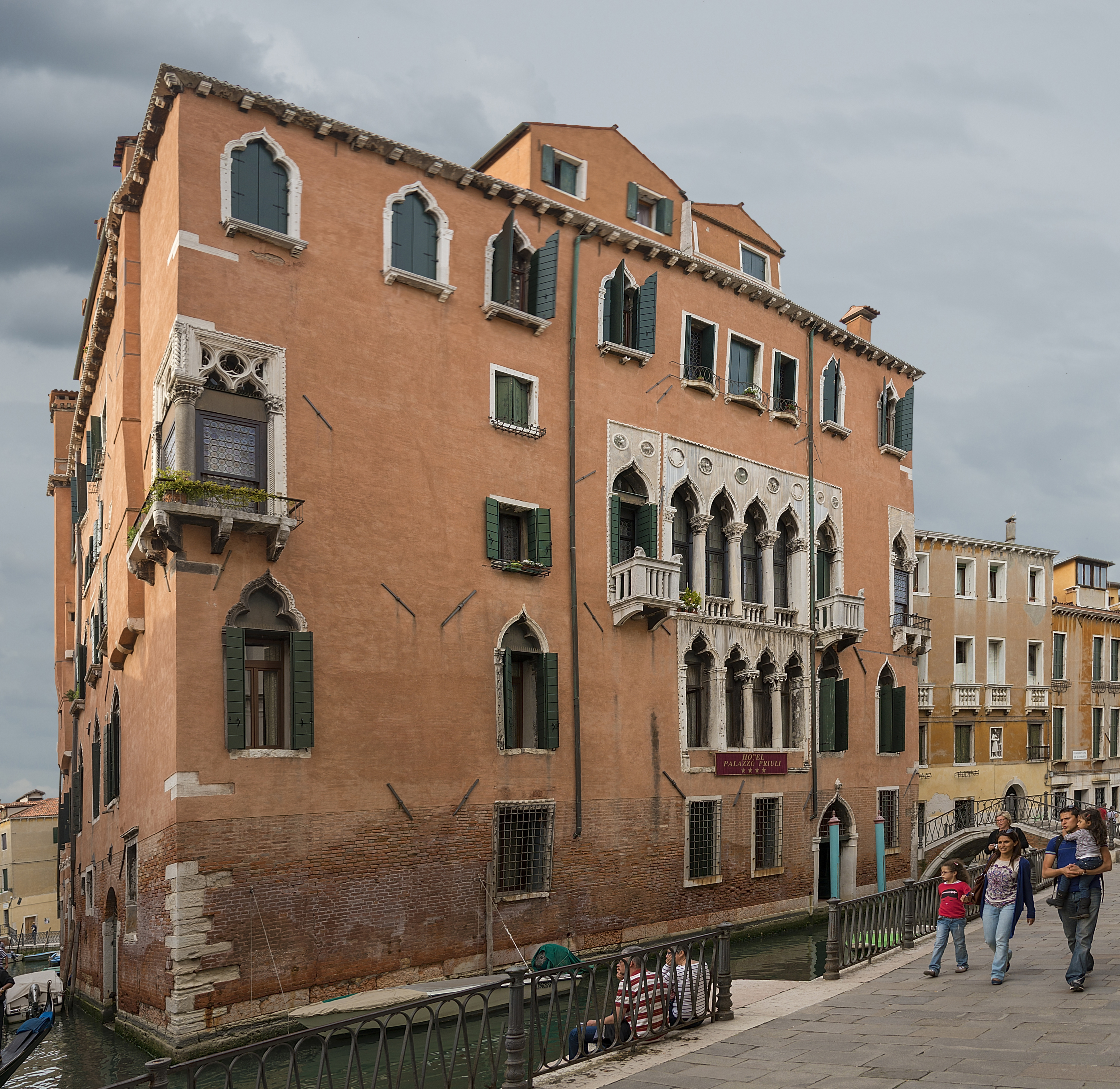
Le palais Priuli
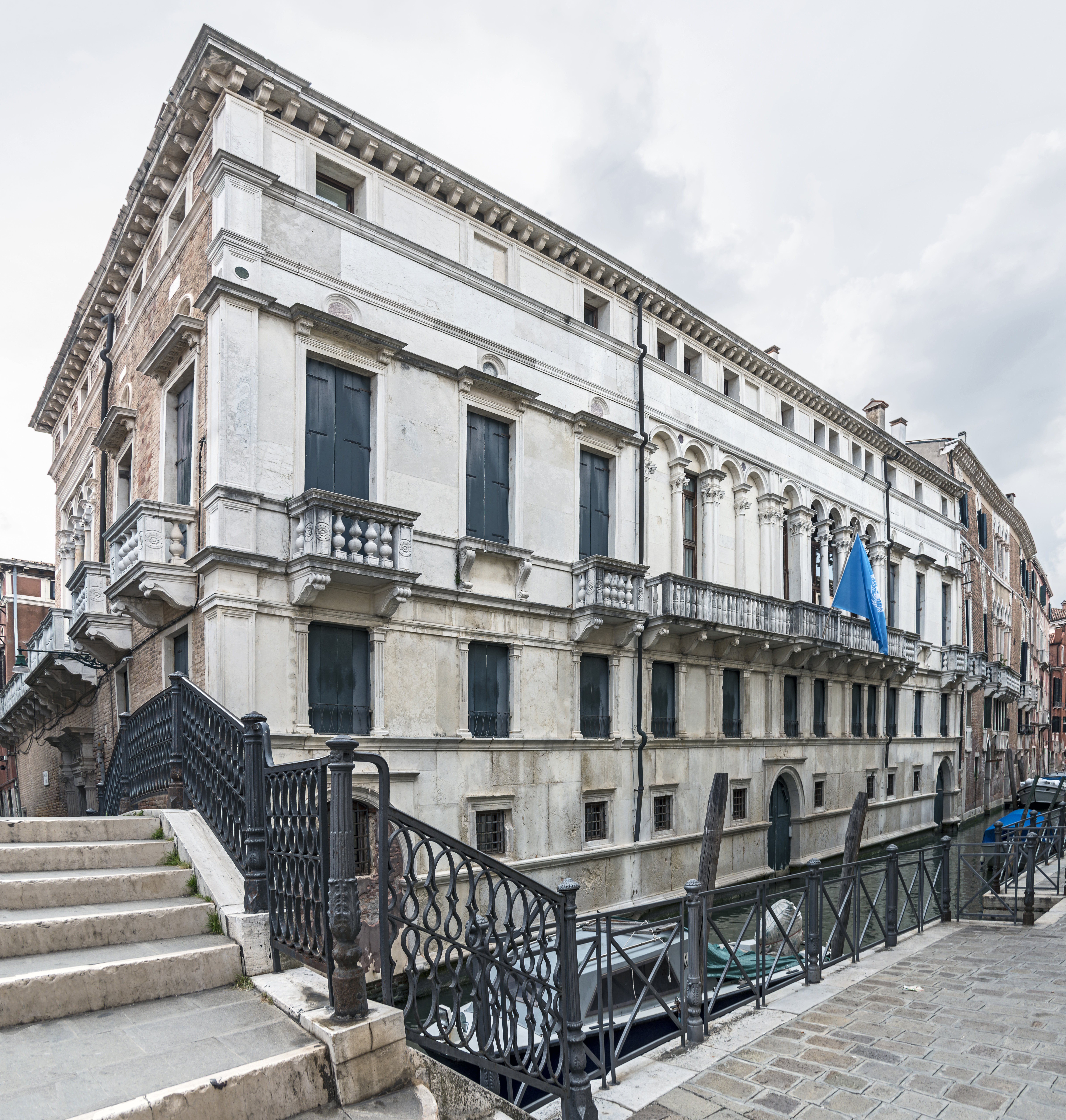
Le palais Zorzi Galeoni
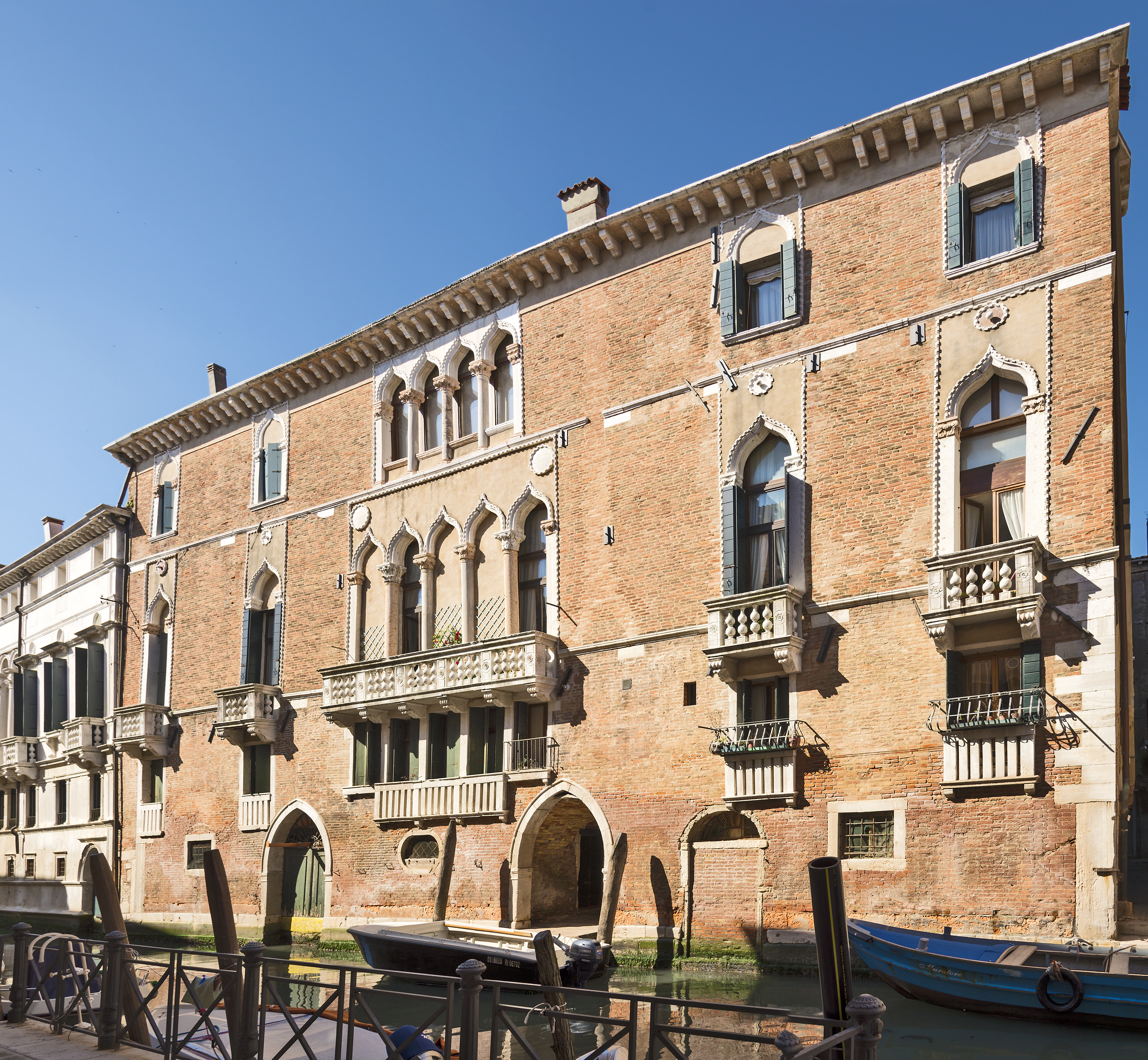
Le palais Zorzi Bon
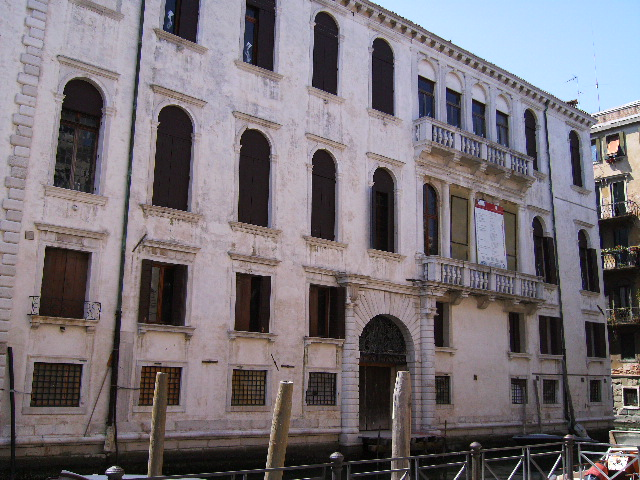
Le palais Grimani(it)
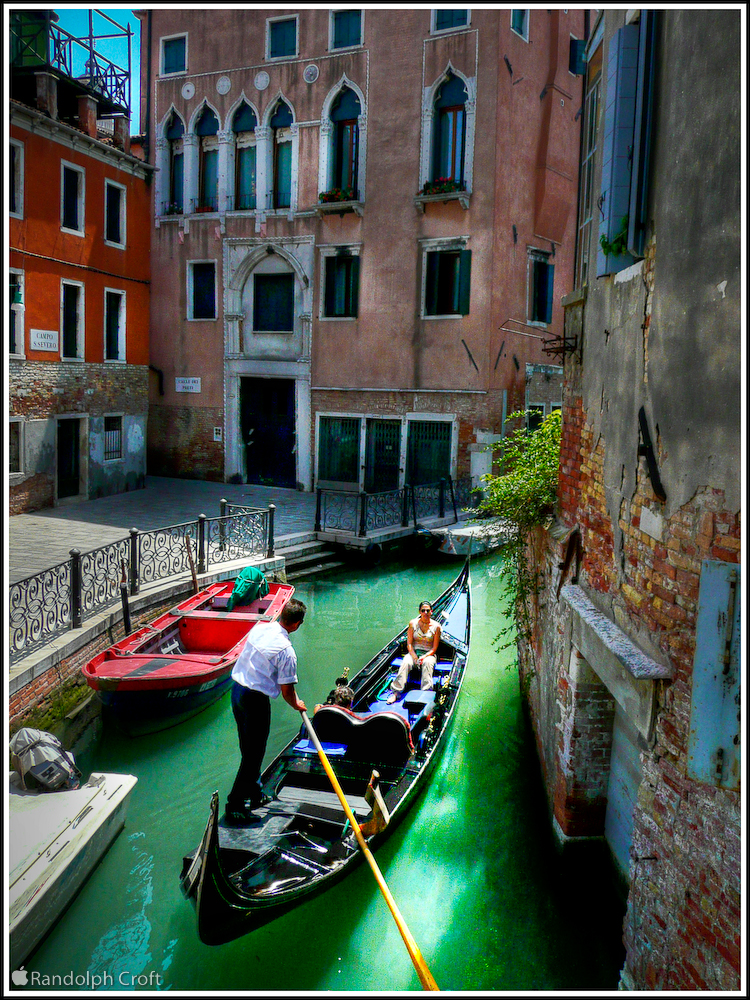
le Campo San Severo

## Ponts
Ce rio est traversé par plusieurs pont, du sud au nord :

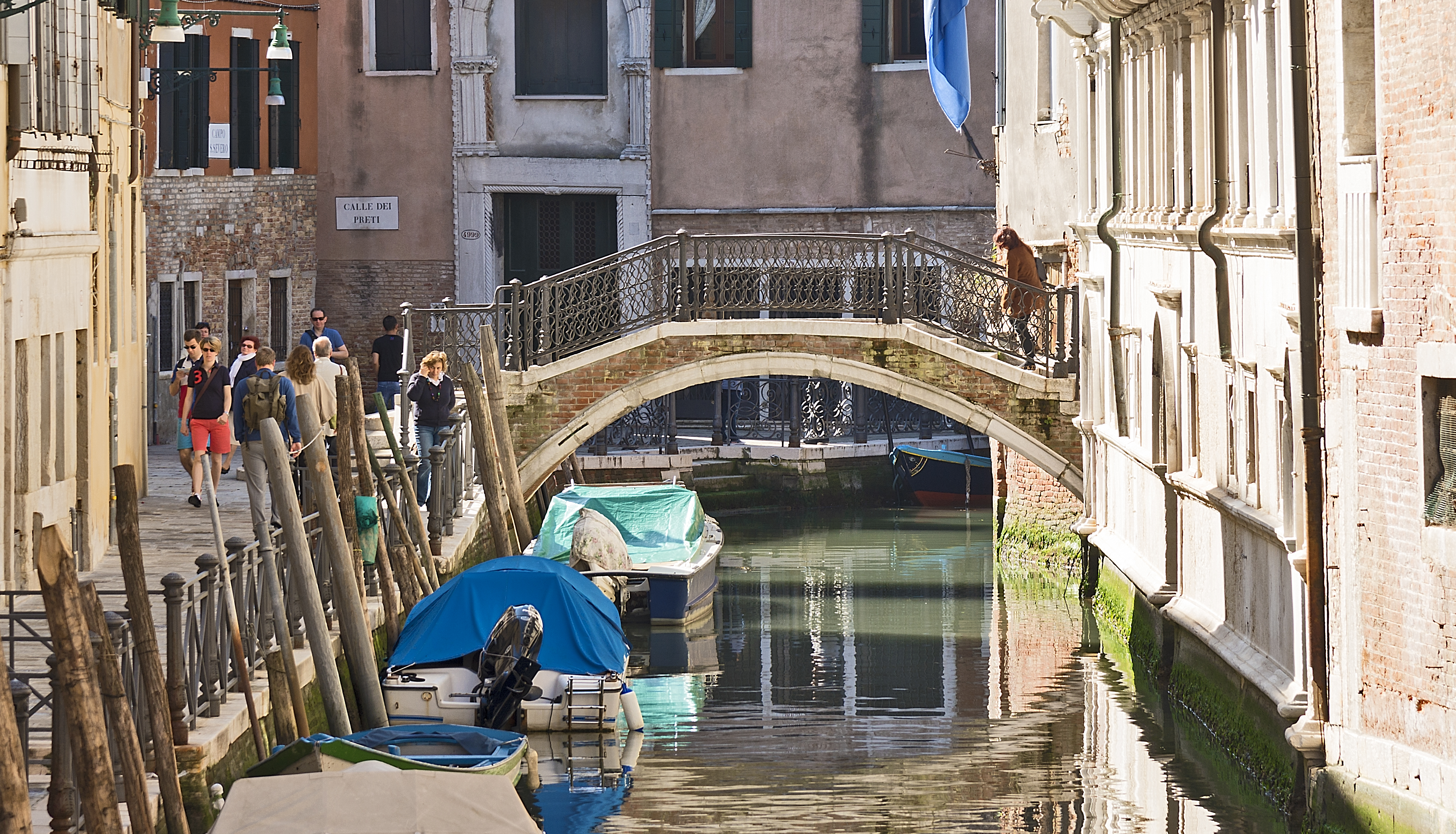
Ponte San Severo reliant le Campo du même nom à la Salizada Zorzi
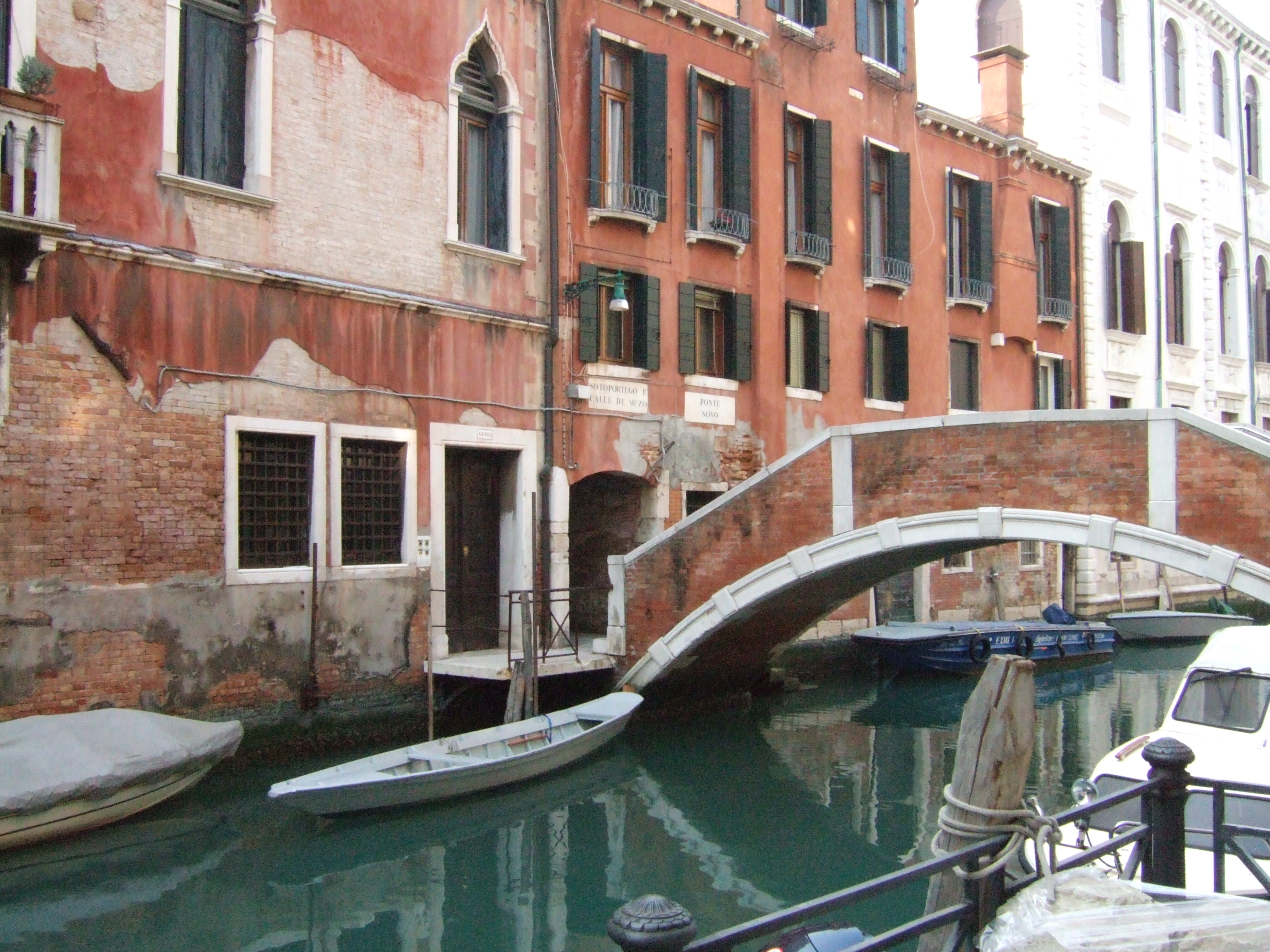
Ponte Novo (ou Ponte de l'Arco) reliant le Fondamente San Severo au calle de Mezo
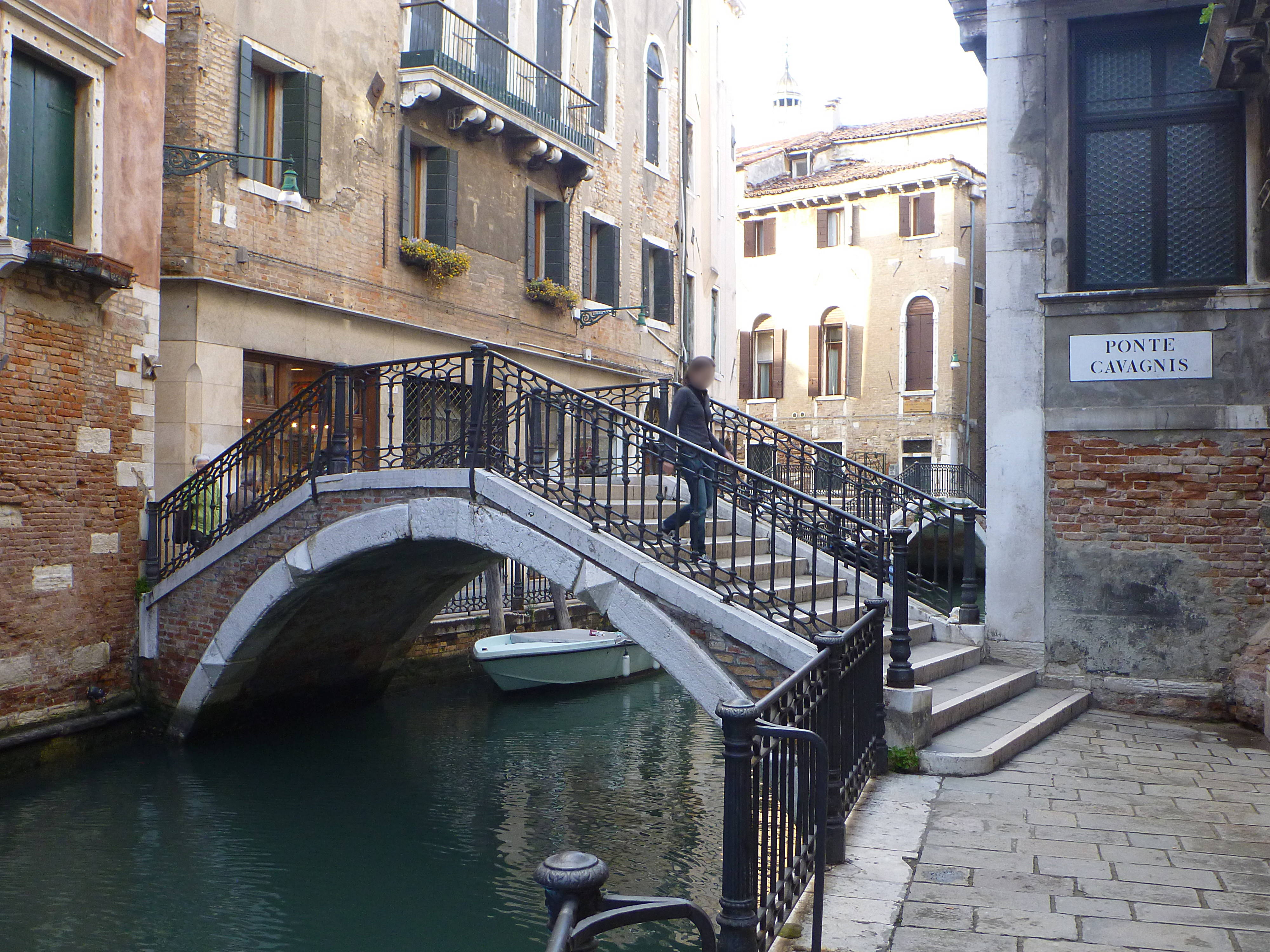
Ponte Cava(g)nis (anciennement Morosini) reliant le fondamenta du même nom au Calle longa Santa Maria Formosa. Cavanis fut une famille originaire de Bergame dont deux frères, prêtres, reconstruisirent Sant'Agnese en 1854 et fondèrent l'Institut Cavagnis